# Cecilia Morel
María Cecilia Morel Montes (Santiago de Chile, 14 de enero de 1954) es una orientadora familiar chilena. Es la viuda del expresidente de la República de Chile, Sebastián Piñera, del que en su calidad de esposa ostentó el cargo protocolar de primera dama, siendo además la directora del Área Sociocultural de la Presidencia. Ejerció dichos cargos durante los dos períodos no consecutivos en que gobernó su esposo; cuadrienios 2010-2014 y 2018-2022 respectivamente.

## Biografía

### Primeros años y familia
Es la cuarta hija de siete hermanos, formado por el matrimonio del ingeniero Eduardo Morel Chaigneau (hermano de la escritora Alicia Morel y cuñado del exsenador William Thayer) y Paulina Montes Brunet, hermana de Hugo Montes Brunet. Su madre, dueña de casa, estudió en la Cruz Roja y se dedicó al voluntariado. Cecilia cursó estudios en el Colegio Jeanne D'Arc de Santiago de Chile, el mismo donde cursaron sus estudios su madre y su abuela (Consuelo Brunet Bunster). 
En 1973, a la edad de 19 años, empezó el noviazgo con Sebastián Piñera, quien era su vecino en la Avenida Américo Vespucio, en el sector oriente de Santiago. Se casaron en diciembre del mismo año, y posteriormente la pareja se marchó a Estados Unidos, donde Piñera estudió un doctorado en economía. El matrimonio tiene cuatro hijos: Magdalena, Cecilia, Juan Sebastián y Cristóbal.

### Estudios superiores y trabajo social

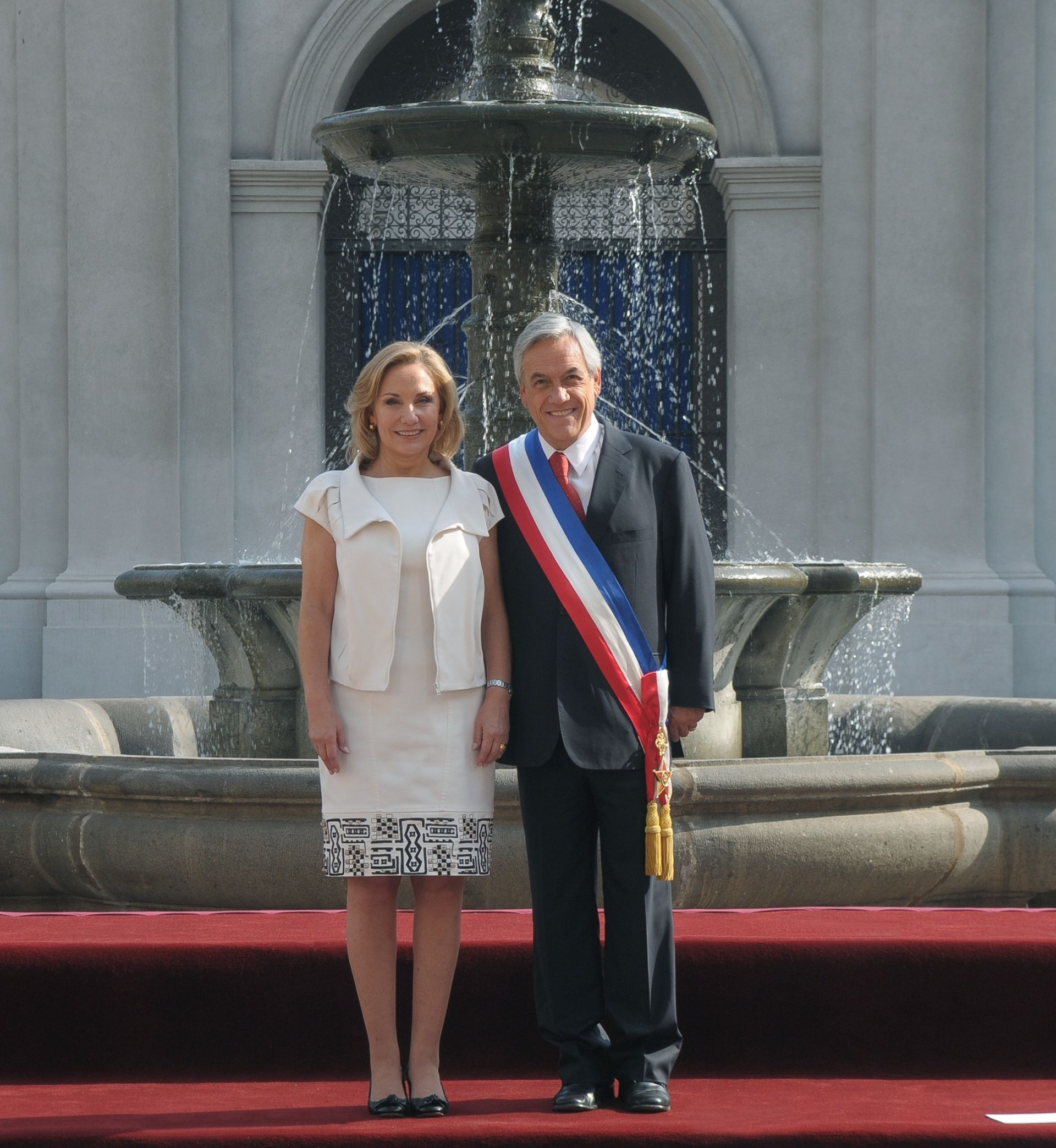
Morel, como primera dama, junto a su cónyuge Sebastián Piñera, presidente de Chile, en marzo de 2010.

En 1972 ingresó a estudiar enfermería en la Pontificia Universidad Católica de Chile (PUC), estudios que tuvo que suspender por su matrimonio con estadía en el extranjero, y al retornar al país se reinscribió en enfermería, y estudió y trabajó hasta que nació su segunda hija, Cecilia. Le faltó un semestre para terminar la carrera.[cita requerida]
Posteriormente ingresó al Instituto Profesional Carlos Casanueva, donde se tituló de orientadora familiar y juvenil, que la llevó a trabajar con familias en riesgo social. También es licenciada en familia y relaciones humanas de la Universidad Mayor.
En el año 1989, junto a profesionales del Instituto Carlos Casanueva (Enrique Cueto), fundó lo que más tarde sería "La Casa de la Juventud", con la tarea de educar a jóvenes de Conchalí, mediante talleres de crecimiento y de desarrollo personal. Posteriormente, se hizo cargo de un proyecto de dignificación para jóvenes encarcelados en Puente Alto. Luego, formó la Fundación Mujer Emprende, para fomentar el empleo y la capacitación en mujeres de sectores vulnerables.
También formó parte de la Comisión de justicia y paz del área pastoral del Arzobispado de Chile y realizó diversas actividades como orientadora en temas de familia e infancia.
En 2006 recibió una distinción por la Federación de Mujeres para la Paz Mundial.

### Primera dama

#### 2010-2014

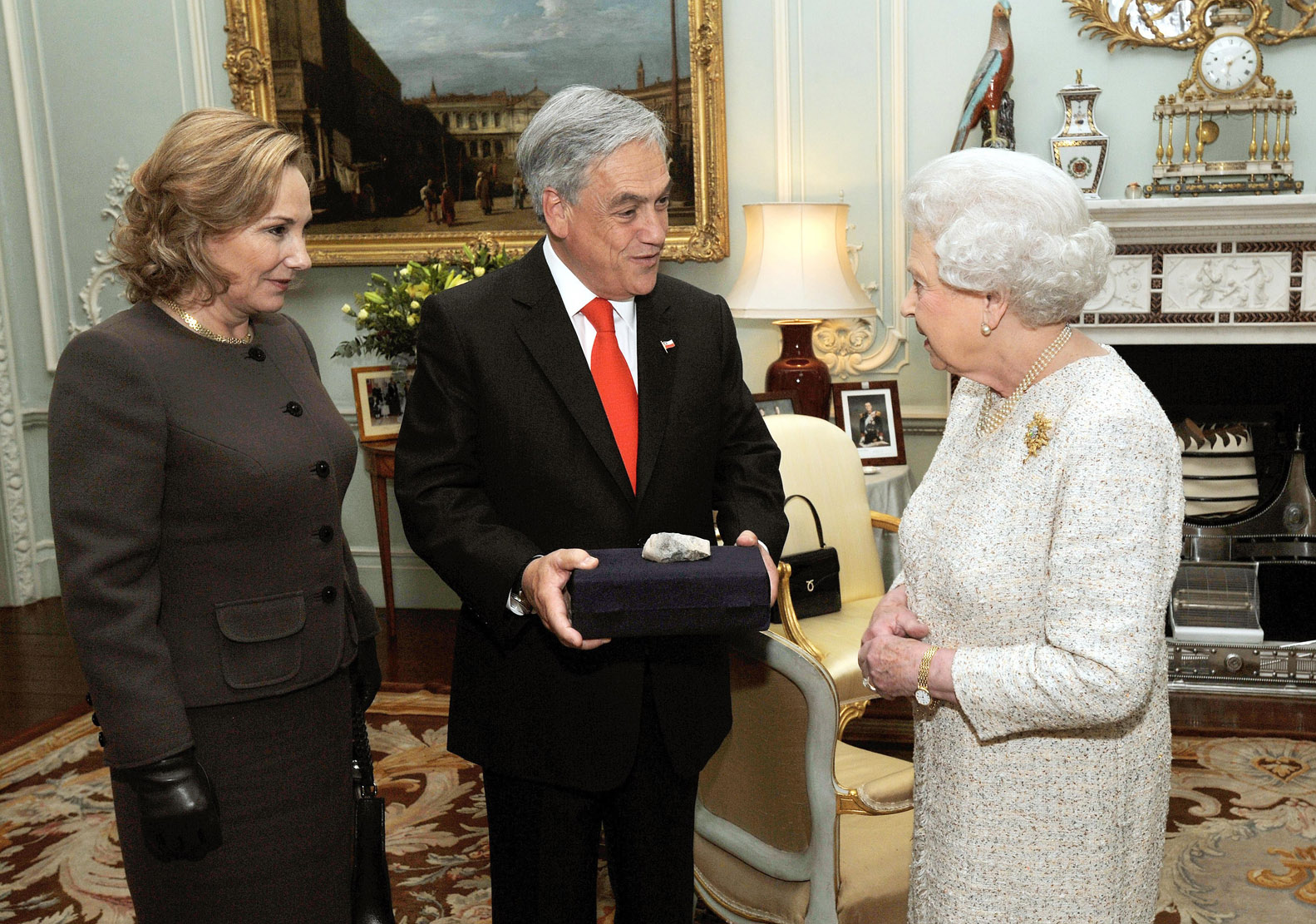
Cecilia Morel y su esposo con la reina Isabel II del Reino Unido en 2011.

El 11 de marzo de 2010, empieza a ocupar el cargo protocolar de primera dama de Chile durante la primera presidencia de su marido, Sebastián Piñera Echenique. Durante su ejercicio en el cargo, presidió las siete fundaciones pertenecientes a la Dirección Sociocultural de la Presidencia: Fundación Integra, Fundación ProDeMu, Fundación Chilenter, Fundación Tiempos Nuevos, Fundación Artesanías de Chile, Fundación de la Familia y Fundación Orquestas Juveniles e Infantiles. En ellas, trabajó en mejorar la gestión en la administración de los recursos y, con ello, la calidad del servicio que cada una de estas fundaciones entregaba al país. Además, se plateó objetivos como el fortalecimiento de las alianzas público-privadas, avanzar en transparencia y probidad y generar más y mejores instancias de evaluación.

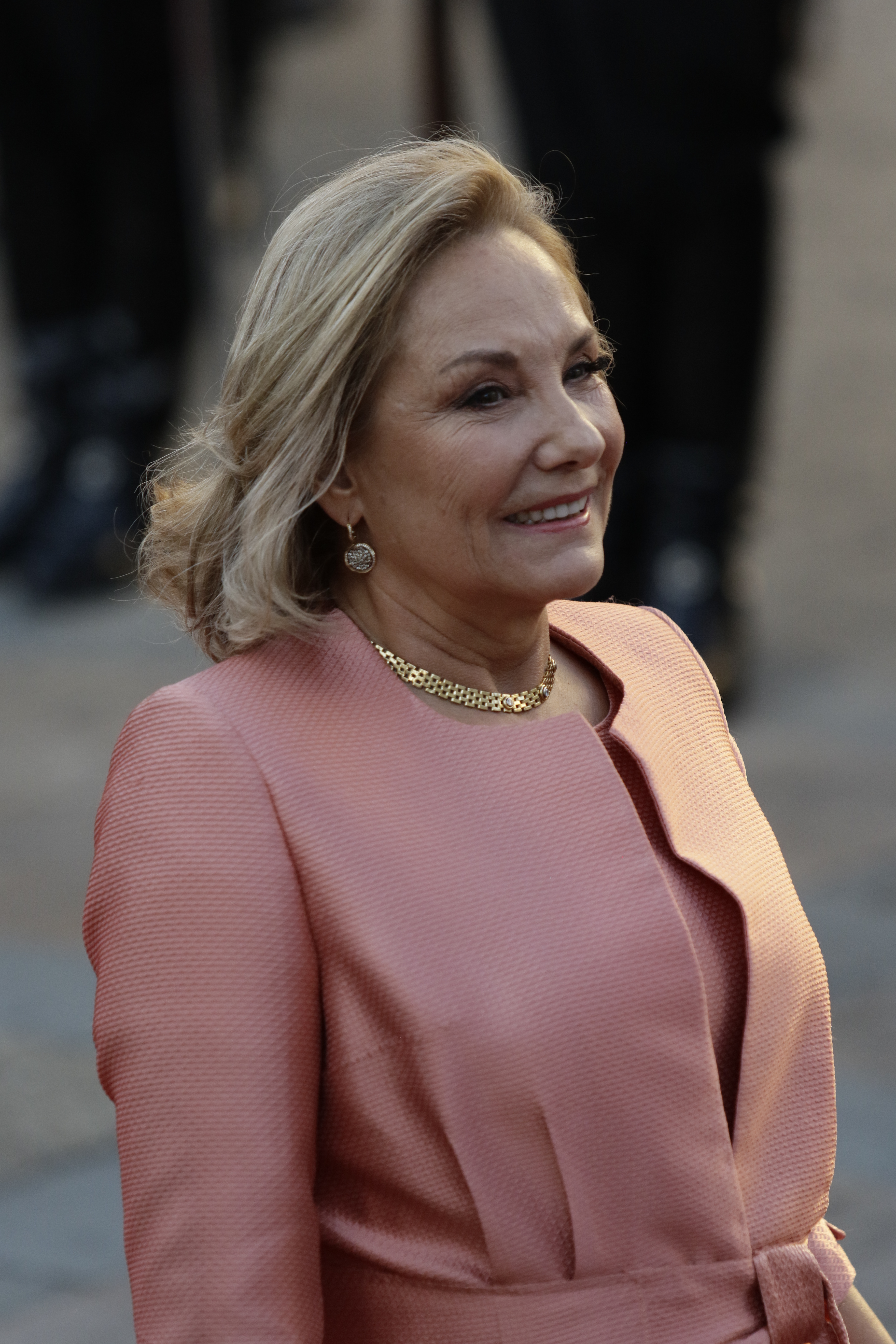
Morel el 11 de marzo de 2018, día en que asumió el segundo gobierno de Sebastián Piñera.

Sin embargo, el mayor hito de su gestión fue la creación y promoción de "Elige Vivir Sano", programa intersectorial, transversal y en alianza público-privada enfocado en la promoción de hábitos de vida sana en la población a través de cuatro pilares: Come Sano, Mueve tu Cuerpo, Disfruta a tu Familia y Vive al Aire Libre. En mayo de 2013, luego de un rápido trámite legislativo y con el apoyo transversal de los parlamentarios, se promulgó la Ley 20.670 que creó el Sistema Elige Vivir Sano, alojando su administración en el Ministerio de Desarrollo Social a través de una Secretaría Ejecutiva. recibió la «Distinción Personas y Desarrollo» conferida en el marco del Congreso Percade 2012.
Luego de que su marido el presidente Sebastián Piñera terminara su mandato en marzo de 2014, Cecilia Morel creó la Fundación Chile Vive Sano, la cual busca contribuir en la creación de una cultura de vida sana entre los chilenos, a través del trabajo con profesores y niños al interior de establecimientos educacionales vulnerables.

#### 2018
El 11 de marzo de 2018, Cecilia Morel asumió nuevamente el cargo de primera dama, tras la asunción de Piñera como presidente de la República. Con ello, se convierte en la segunda cónyuge de un mandatario democráticamente elegido en volver a ejercer dicho título, desde que Rosa Ester Rodríguez Velasco, volvió al Palacio de la Moneda en 1932, junto a su marido, el reelecto Arturo Alessandri.[cita requerida]

## Controversias
En octubre de 2019, a pocos días del inicio de un periodo de masivas protestas en Chile, se publicó un audio filtrado que Cecilia Morel habría enviado a algunas amigas por WhatsApp. En el audio, Morel hablaría de que «estarían sobrepasados», comparó el estado del país con una «invasión alienígena» y que existiría una estrategia armada por grupos violentistas para afectar la distribución de alimentos, agua y medicamentos, y que existían planes para quemar un hospital y el aeropuerto. Ante la situación, la primera dama habría indicado a sus amigas que «[t]endremos que reducir nuestros privilegios y compartir con los demás». El audio fue considerado como indolente con las personas afectadas por las manifestaciones y que no ayudaba a dar tranquilidad a la sociedad, tras lo cual Morel pidió disculpas públicas.

## Condecoraciones
- Gran Cruz de la Orden de Isabel la Católica ( España, 4 de marzo de 2011).[10]

Armas de Cecilia Morel como dama de la Real Orden de Isabel la Católica.

- Gran Cruz de la Real Orden del Mérito de Noruega ( Noruega, 27 de marzo de 2019).[11]